# Borgward
Borgward es una compañía alemana fabricante de automóviles fundada por Carl F. W. Borgward. Activa entre 1919 y 1961, la marca volvió al mercado en 2018 de la mano de inversores chinos.
El primer vehículo diseñado por Carl Borgward fue el Blitzkarren (Carro relámpago), una pequeña furgoneta de 3 ruedas con un motor de 2CV (1,5 kW), producido en 1924,  fue un gran éxito en la rama del mercado que abarcó. Los pequeños comerciantes lo compraron para hacer sus entregas, así como el servicio postal del reich. En 1929 Borgward se convirtió en el director de Hansa-Lloyd AG, y guio el desarrollo del Hansa Konsul. En febrero de 1937 apareció el nuevo Hansa Borgward 2000 y en 1939 el nombre fue recortado a Borgward 2000. Al modelo 2000 le siguió el Borgward 2300 que se mantuvo en producción hasta 1942. Después de la Segunda Guerra Mundial la compañía presentó el Borgward Hansa 1500, al cual le siguió el Borgward Isabella en 1954.

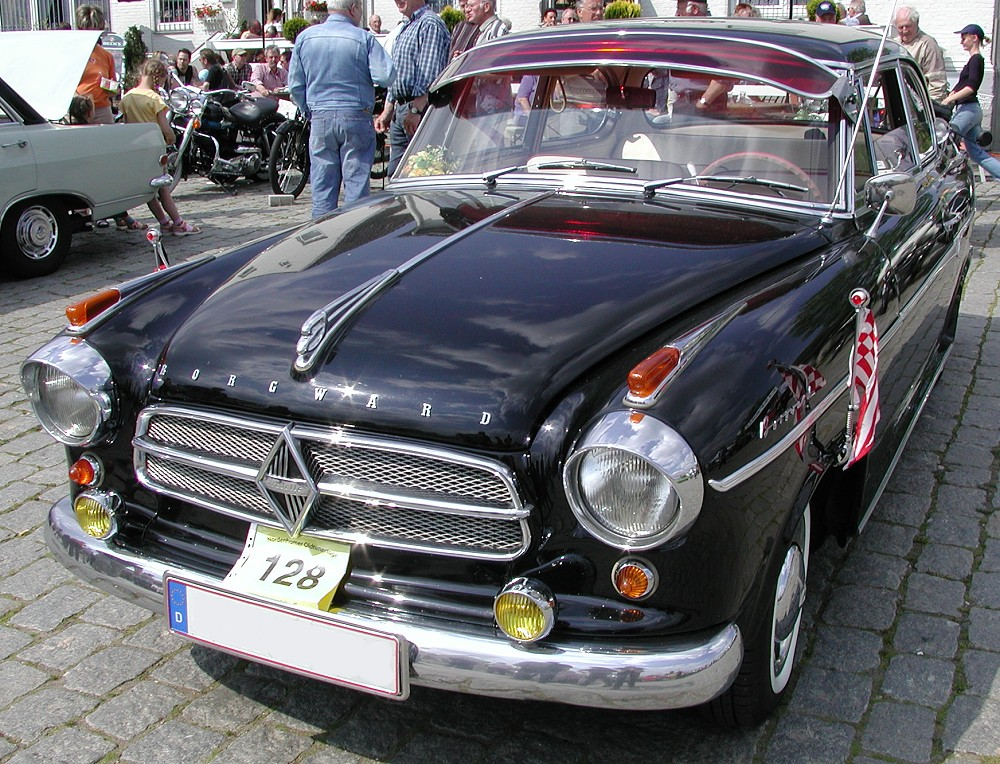
Borgward Isabella TS DEluxe

El Isabella se convirtió en su automóvil más popular y permaneció en producción durante el resto de la existencia de la compañía. En 1959 se introdujo el Borgward P100, con una innovadora suspensión neumática.
El grupo Borgward produjo automóviles bajo 4 marcas: Borgward, Hansa, Goliath y Lloyd.
Uno de los ingenieros en jefe de Borgward fue Hubert M. Meingast entre 1938 y 1952.

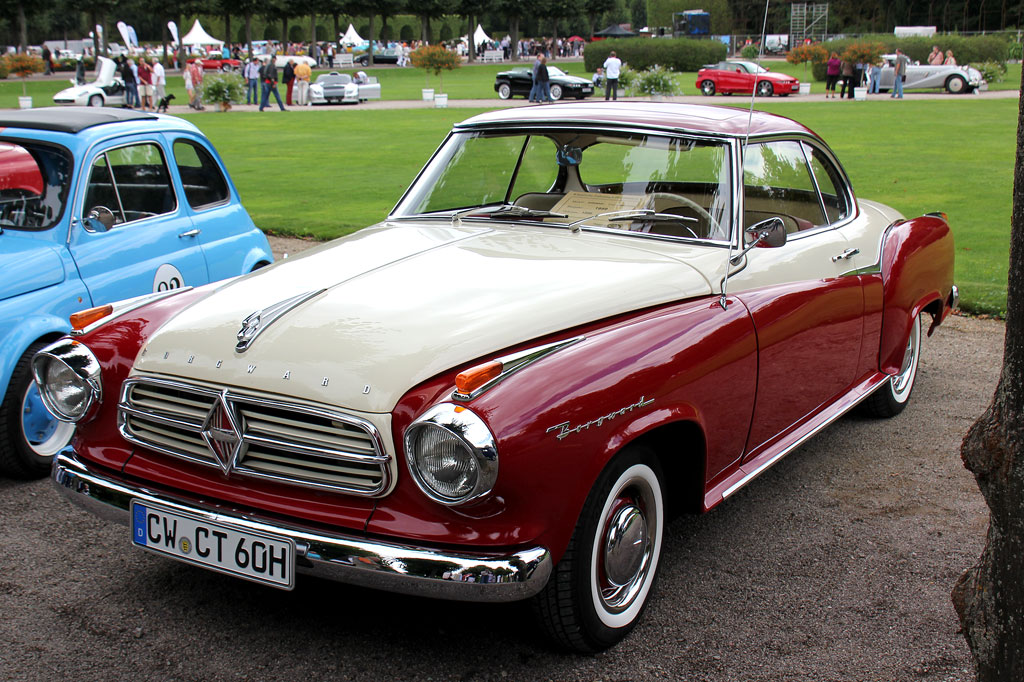
Borgward Isabella Coupé 1959

## Problemas financieros
Aunque Borgward fue pionero en novedades técnicas en el mercado alemán, como la suspensión neumática y la transmisión automática, la empresa tuvo problemas para competir en el mercado. Mientras que compañías más grandes como Opel y VW aprovecharon las economías de escala y mantuvieron bajos sus precios para ganar participación de mercado, la estructura de costos de Borgward fue incluso más alta de lo necesario para su tamaño, ya que básicamente operaba como cuatro pequeñas compañías independientes y nunca implementó dicho costo básico estrategias de reducción como el desarrollo conjunto y el intercambio de partes entre las marcas de la compañía. Borgward también sufrió problemas de calidad. El Lloyd Arabella fue técnicamente avanzado como un motor boxer refrigerado por agua con tracción delantera, pero plagado de problemas como fugas de agua y fallas en la caja de cambios. Lloyd perdió dinero en el auto a pesar de que era más caro que sus competidores directos.

## Cierre de operaciones
En 1961, la compañía fue forzada a la liquidación por los acreedores. Carl Borgward murió en julio de 1963, insistiendo en que la compañía había sido técnicamente solvente. Esto resultó ser cierto en el sentido de que después de que los acreedores fueron pagados en su totalidad, aún quedaban 4.5 millones de marcos del negocio.

## Regreso
En 2008, La marca fue revivida por el nieto de Carl Borgward, Christian Borgward, con su compañero Karlheinz L. Knöss, y la asistencia de inversión china, fabricando en una planta y siendo comercializado exclusivamente en dicho país.

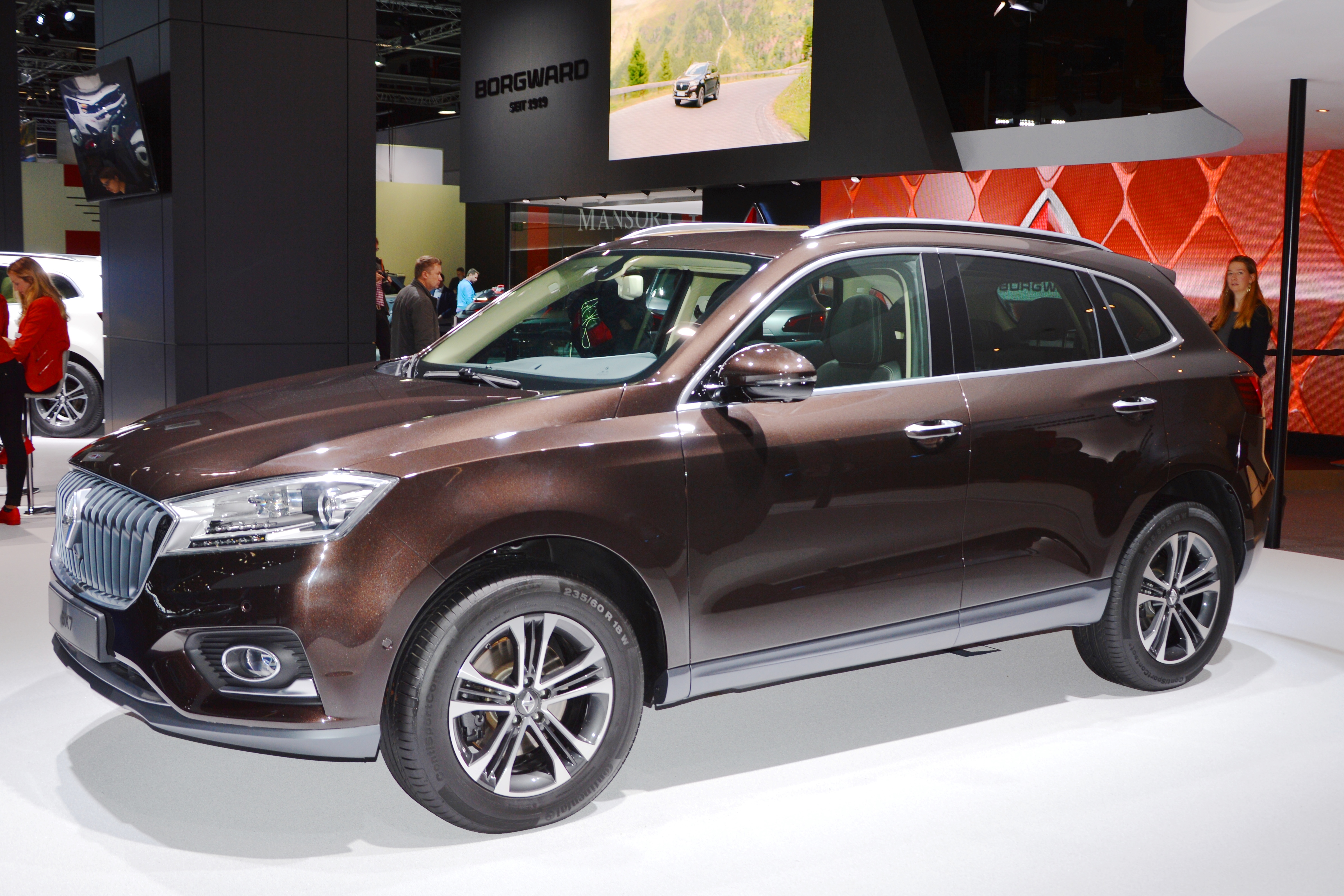
Borgward BX7 at IAA 2015

En 2015, se presentó el primer automóvil nuevo de la compañía en más de 50 años, el BX7 en el Salón del Automóvil de Fráncfort en su país de origen Alemania.
A inicios de 2018, Borgward  volvió a comercializar en su país de origen Alemania, también en varios países de Europa. En Latinoamérica y en la India se comercializarán a mitad de dicho año.

## Borgward en España
Hacia 1960 la empresa española Iso Motor Italia S.A., la licenciataria para producir en España el Isetta, llega a un acuerdo con Borgward para fundar Iso Borgward Española S.A. en el barrio madrileño de Carabanchel. Se adquirieron los derechos para la producción de las furgonetas Borgward B611. La matriz alemana fue liquidada en 1961 y, a pesar de los intentos de Eduardo Barreiros de adquirir todos los restos de la empresa, estos fueron a parar a una empresa mexicana. En Europa, la empresa Hanomag se quedó con los derechos de la marca, por lo que la filial española tenía garantizados los suministros hasta 1967, año en el que se dejó de producir el modelo.

## Borgward en México
En 1961 la compañía cayó en bancarrota y en 1963 toda la maquinaria para elaborar el Borgward Isabella y el P100 fue vendida a unos empresarios mexicanos donde la producción continuó hasta 1970.
La planta de la Borgward se localizaba en el municipio de General Escobedo, Nuevo León, por lo que generalmente se le conoce a esta ciudad como "Cuna de la Industria Automotriz Mexicana". La producción de la planta duró tres años, desde 1967 hasta 1970, año en que cayó en bancarrota debido, entre otras cosas, a las aspiraciones del entonces Presidente de la República Luis Echeverría de convertirla en una paraestatal y de la poca demanda en el mercado mexicano. Actualmente se está produciendo un renacer de la compañía, impulsada por el nieto del creador de la marca, iniciando esta nueva fase con coches del segmento de los SUV.

## El Borgward Isabella en Argentina
El auto que hizo famosa la compañía fue el Borgward Isabella, en su versión sedán dos puertas y coupé. También se produjeron una versión convertible coupé, con apenas 20 ejemplares, y el prototipo de un sedán de cuatro puertas que nunca llegó a la fabricación en serie.
El Borgward Isabella también fue fabricado en la Argentina, donde alcanzó una relativa popularidad a raíz de su incursión en las carreras de automóviles estándar, donde competía con el Peugeot 403, de amplia difusión en el país. De hecho, el Borgward resultaba casi imbatible en los circuitos, aunque algo más débil en la montaña o en caminos difíciles.
Fue construido en la Argentina por la empresa Dinborg, creada a partir de la unión de la estatal DINFIA y Borgward Argentina, autorizada a funcionar como terminal en 1959.
Los motores se producían en la planta que Borgward Argentina había construido en Isidro Casanova, provincia de Buenos Aires, mientras que los autos se armaban en la planta de DINFIA, en Córdoba, con piezas de carrocería y suspensión que proveía la casa matriz en Alemania, y algunas producidas localmente.
Según el plan formulado por la empresa, la producción comenzaría con 500 unidades en 1960, cifra que al año siguiente treparía a 2.000 unidades. En 1962 y 1963 se construirían 3.000 autos cada año, para nivelarse en 4.000 a partir de 1964. Sin embargo, sólo se llegaron a producir 3.000 unidades durante la corta vida de la empresa Dinborg.
Del Borgward Isabella se pueden decir muchas cosas, pero una de ellas es que ofrecía la única suspensión trasera independiente del mercado en aquellos años. El Borgward fue un auto prestigioso y de una alta calidad de terminación. El interior del Borgward era muy alemán, con muy buen instrumental y asientos de cuero.

## Competición

### 24 Horas de Le Mans
Los Hansa 1500 competían habitualmente en las carreras de autos deportivos a principios de los años 50. Cuando en 1953 decidieron acudir a las 24 Horas de Le Mans, Carl Borgward preparó tres cupés idénticos para la carrera. Partiendo del Hansa 1500, el ingeniero alemán diseñó una parte trasera más aerodinámica y consiguió sacarle 90 CV al pequeño motor de cuatro cilindros. Era la primera carrera oficial que disputaban en el circuito galo de la Sarthe y el resultado final fue desolador. 
El primero de los coches se convirtió en pura chatarra tras un serio accidente anterior a la carrera. Así que para la carrera solamente pudieron llevar dos coches. Uno de ellos, inscrito con el dorsal #42, se quedó tirado a mitad de circuito al quedarse sin combustible, a las cuatro horas del inicio de la prueba. El otro coche, con el dorsal #41, aguantó 23 horas en carrera hasta que debió abandonar por rotura del motor. Una desgracia para el fabricante de Bremen, cuyos coches solían llegar al podio en las carreras que disputaban a pesar de la competencia de los Mercedes o BMW de la época.

### Fórmula 1
La marca aparece en el historial del campeonato de Fórmula 1 en tres ocasiones. La primera, en el Gran Premio de Gran Bretaña de 1959, donde motorizaron dos Cooper T51 del equipo BRP que finalizaron en décima y decimotercera posición. Más adelante, en 1962 y 1963, el alemán Kurt Kuhnke se escribió en dos Grandes Premios con su propio Lotus 18-Borgward, pero no largó ninguno.

### Rally Dakar
Borgward hace su primera aparición en el Rally Dakar en el año 2018. En 2020 participa, por tercera vez, con un proyecto más sólido liderado por el doble campeón de la prueba Joan "Nani" Roma, con una versión adaptada del Borgward BX7.